# Котис I
Котис I је био краљ одришке државе у Тракији. Владао је у периоду од 384. до 359. п. н. е..
Котис је рођен за време краља Сеута I. Дошао је на власт у земљи након што је убио претходног трачког краља Хебризелма. Наставио је традиционалну политику одришких владара да ојача савез са Атином – у ту сврху се Котис оженио ћерком атинског заповедника Ификрата, убрзо након чега је Атињанин постао други после краља у вођству трачких трупа. Котис такође помаже Галу, вођи моћног племена Трибали из Мезије, у нападу на Абдеру. Међутим, 375. године п. н. е.  племена су се побунила против моћи Одриског царства. Један од разлога за побуну био је и то што је племенима био ускраћен приступ трговини са југом, одакле је долазила квалитетна роба, укључујући и луксузну робу. Котис је зауставио устанак тако што је обновио грчки трговачки град Пистирос.
Након Ариобазове побуне против персијске ахеменидске моћи, Котис одбија да подржи њега и његове атинске савезнике. У исто време, нешто касније, кренуо је у поход на Трачки Херсонес, у савезу са Атином. Пошто Ификратов протест није имао ефекта, Атина је организовала устанак у Тракији против Котисове моћи. Међутим, Ификрат, Котисов рођак, успео је да подмити Харидема, команданта атинских трупа послатих у Тракију, и он је помогао у сузбијању устанка који је почео. 
Године 361. п. н. е. Харидем се вратио у Атину са вечним савезом између Тракије и Атине који је потврдио Котис. Као резултат тога, Котис је успео да сачува своју круну. До 359. п. н. е. већ је контролисао полуострво Херсонес. У то време је ушао у савез са македонским краљем Филипом II, који је био непријатељски расположен према атинској унији. Све ово подстакло је атинске власти да организују убиство краља Котиса, које су извршила два атинска студента који су се преваром убацили у краљевску палату. По повратку у Атину, убице су проглашене за почасне грађане и добили су богате награде и златне венце.

После смрти Котиса, Одришко краљевство је подељено на три дела и између три Котисова сина - Керсеблепта, Амадока и Берисада. Касније је целу њихову територију заузео краљ Филип II.